# Lantana fucata
Lantana fucata là một loài thực vật có hoa trong họ Cỏ roi ngựa. Loài này được Lindl. mô tả khoa học đầu tiên năm 1824.